# Edmund Fischer
Edmund Fischer (ur. 1874 w Krakowie, zm. 21 kwietnia 1941 w Oświęcimiu) – polski prawnik, znawca prawa cywilnego.

## Życiorys
Urodził się w Krakowie, tu także się uczył i studiował. Podczas studiów na Uniwersytecie Jagiellońskim pełnił funkcję prezesa Bratniej Pomocy. Studia ukończył w 1903 roku. Po pierwszej wojnie światowej pełnił funkcję wiceprezesa Krakowskiej Izby Adwokackiej. W rzeczywistości kierował tą instytucją zastępując chorego prezesa Jerzego Trammera.
W Krakowie miał kancelarię na ul. św. Marka 7. Przez 11 lat (1900–1911) służącą w jego domu i żony Marii była Aniela Salawa.
Od 1937 roku mieszkał w Rabce, gdzie pracował jako adwokat i radca prawny. W czasie II wojny światowej wspierał ruch oporu. Ukrywał w swoim domu dowódcę brygady podhalańskiej AK. Również inni członkowie jego rodziny brali udział w konspiracji. 15 stycznia 1941 roku Fischer został aresztowany i przewieziony do zakopiańskiej siedziby gestapo Palace. Kolejnym etapem było więzienie w Tarnowie, a w kwietniu obóz koncentracyjny w Oświęcimiu. Tam 21 kwietnia 1941 roku został rozstrzelany.